# Taylor Swift: The Eras Tour
Taylor Swift: The Eras Tour (bra/prt: Taylor Swift: The Eras Tour) é um filme-concerto norte-americano produzido pela cantora e compositora Taylor Swift e dirigido por Sam Wrench. O filme documenta os shows de Los Angeles da The Eras Tour (2023–2024), sexta turnê da artista. Swift fechou um acordo de distribuição com o AMC Theatres e a Cinemark para o filme depois que as negociações com os principais estúdios cinematográficos não lograram êxito.
As filmagens ocorreram em agosto de 2023 em três shows no SoFi Stadium em Inglewood, Califórnia, com um orçamento de US$10–20 milhões, com o SAG-AFTRA permitindo que a produção prosseguisse em meio à greve de 2023. Swift anunciou o filme no final daquele mês, pegando os estúdios desprevenidos e fazendo com que as datas de lançamento de vários filmes que estavam programados para lançamento em ou próximo de 13 de outubro fossem alteradas. A estratégia de divulgação não convencional foi um tema do discurso da mídia; muitos jornalistas e funcionários da indústria elogiaram a decisão de Swift de contornar os estúdios para fazer parceria direta com os cinemas e opinaram que a mudança desafia o modelo tradicional de lançamento de filmes de produtor-distribuidor-exibidor.
O filme estreou no The Grove em Los Angeles em 11 de outubro de 2023, e foi mundialmente lançado nos cinemas em 13 de outubro. Foi atendido com uma demanda significativa de ingressos, acumulando um recorde de US$37 milhões em seu primeiro dia de pré-vendas nos Estados Unidos e mais de US$100 milhões em pré-vendas globais totais. The Eras Tour se tornou o filme-concerto de maior bilheteria de todos os tempos, arrecadando US$267.1 milhões em sua exibição teatral em todo o mundo. Foi aclamado pela crítica, a maioria dos quais elogiou a direção, o espetáculo, a energia e a arte e carisma de Swift. Duas edições estendidas do filme, subintituladas de Extended Version e  (Taylor's Version), inclui performances retidas da edição dos cinemas e foram lançadas para aluguel nas plataformas de streaming e no Disney+ em 13 de dezembro de 2023 e 14 de março de 2024.

## Antecedentes e desenvolvimento
Em divulgação ao seu sexto álbum de estúdio, Reputation (2017), Swift deu início à sua quinta turnê, Reputation Stadium Tour (2018). Devido à pandemia de COVID-19 no início de 2020, a cantora acabou por cancelar a Lover Fest, que seria sua sexta digressão em divulgação ao seu sétimo disco, Lover (2019), além de ser uma maneira de poder esperar para que ela lançasse as regravações dos seis últimos álbuns no prazo de 3 a 5 anos após o fim de seu contrato com a Big Machine. Desde então, Swift lançou três álbuns de estúdio e três das seis regravações: folklore (2020), evermore (2020), Fearless (Taylor's Version) (2021), Red (Taylor's Version) (2021), Midnights (2022) e Speak Now (Taylor's Version) (2023). Nenhum dos 7 trabalhos foram promovidos anteriormente em turnês.
Em 18 de outubro de 2022, o website de Swift no Reino Unido confirmou indiretamente uma futura turnê. Pelo mesmo, a pré-venda do Midnights apresentava um "acesso especial para futuros concertos de Taylor Swift no Reino Unido". Durante a exibição de 24 de outubro do The Tonight Show, apresentado por Jimmy Fallon, a cantora afirmou que "deveria [entrar em turnê]. Quando for a hora". Também afirmou ao The Graham Norton Show que "vai acontecer em breve".
Em 1 de novembro de 2022, Swift anunciou formalmente ao Good Morning America e em suas mídias sociais sua sexta turnê, a The Eras Tour. Ela descreveu a turnê como "uma jornada por todas as eras musicais de [sua] carreira". Esta será a sua primeira turnê após cinco anos. A etapa norte-americana, composta inicialmente por 27 datas em 20 cidades, começou no dia 17 de março de 2023 em Glendale, Arizona, e terminou em 9 de agosto de 2023 em Los Angeles, Califórnia. Os atos de abertura nos EUA foram Paramore, Haim, Phoebe Bridgers, Beabadoobee, Girl in Red, Muna, Gayle, Gracie Abrams e Owenn. Devido à alta demanda, em 4 de novembro, oito novas datas nos EUA foram adicionadas às cidades já existentes, elevando o número total de shows para 35. Posteriormente, mais dezessete datas foram adicionadas devido à "demanda sem precedentes", tornando a The Eras Tour a maior turnê estadunidense da carreira de Taylor Swift, com 52 datas ao todo, superando a sua última turnê no país, a Reputation Stadium Tour, com 38 datas. Todas as cidades norte-americanas da The Eras Tour desfrutaram de duas ou mais apresentações após as adições. Concertos internacionais serão anunciados "em breve".
Em 20 de janeiro de 2023, o jornal argentino El Día afirmou que Swift fará uma turnê pela Argentina pela primeira vez, com dois shows agendados no Estádio Diego Armando Maradona de La Plata nos dias 6 e 8 de outubro. Eles também afirmaram que ela faria uma turnê no Brasil. No dia 23 de janeiro de 2023, o jornalista brasileiro José Norberto Flesch relatou via Universo Online que Swift fará uma turnê pelo Brasil entre o final de setembro e outubro, marcando o primeiro retorno da cantora ao país após seu primeiro show limitado em 2012 para divulgação de Red.  Em 31 de janeiro, produtos da turnê inspirados em todas as dez "eras" do álbum de Swift foram disponibilizados para compra em seu site. Em 27 de março, vários meios de comunicação informaram que Swift havia reservado o Melbourne Cricket Ground em várias datas não reveladas, gerando especulações sobre os shows da Eras Tour na Austrália e Nova Zelândia.
Os ingressos para a turnê estavam previstos para começarem a serem vendidos no dia 18 de novembro de 2022. Como resultado da parceria de anos entre Taylor Swift e a Capital One, usuários do cartão tiveram acesso à uma pré-venda exclusiva 3 dias antes do início das vendas gerais. Os fãs puderam se registrar no Ticketmaster Verified Fan entre 1 a 9 de novembro para receber um código exclusivo para a compra de ingressos no dia 15 de novembro. Os preços dos ingressos foram confirmados pela cantora; variando entre 49 e 499 dólares e pacotes VIP entre 199 e 899 dólares. O USA Today descreveu a Eras Tour como um "evento historicamente monumental" e o jornalista do The Guardian, Dave Simpson, escreveu que o repertório de 44 canções da Eras Tour pode aumentar a demanda por shows de duração "mais longa" e pode "desencadear uma corrida armamentista de setlist enquanto os artistas lutam para tocar por mais tempo que os outros". Ele opinou que a It's All a Blur Tour, uma turnê co-estrelada por Drake e 21 Savage, foi inspirada no conceito da Eras Tour, com o pôster promocional do primeiro retratando uma "retrospectiva de carreira" semelhante ao último. A turnê também teve um impacto econômico notável. Suas vendas de ingressos sem precedentes representam um "choque de demanda pós-COVID nos Estados Unidos", de acordo com a Bloomberg L.P. Nas cidades que visitou, impulsionou o comércio local e as receitas do turismo em milhões de dólares. Por exemplo, as duas datas da turnê em Las Vegas impulsionaram o turismo da cidade a "níveis pré-pandêmicos", sua parada de três dias em Tampa causou um grande aumento na demanda por quartos de hotel, serviços de estacionamento e lojas de roupas.; os shows geraram US$ 730 000 em impostos em Tampa. A Vogue notou o impacto da turnê na moda pelas mídias sociais, que costumava ser um fenômeno apenas em festivais de música como o Coachella.

## Produção
Inicialmente, o primeiro show da The Eras Tour em Glendale havia sido gravado, mas até então nada oficial havia sido confirmado. O filme foi dirigido por Sam Wrench e gravado nos shows da turnê em 3 e 4 agosto de 2023, no SoFi Stadium em Los Angeles, Califórnia. O filme pôde ser produzido, lançado e promovido em meio à greve SAG-AFTRA em andamento porque o SAG-AFTRA aprovou produções não AMPTP que "[atendiam] os mesmos padrões que os sindicatos buscam em suas negociações com os estúdios". A The Eras Tour, produzida pela produtora interna de Swift e distribuída sem a parceria de um grande estúdio cinematográfico, custou entre US$ 10 milhões e US$ 20 milhões. A Newsweek explicou que Swift conseguiu reduzir despesas renunciando aos grandes estúdios, uma decisão que "tem o potencial de reescrever as regras de distribuição de filmes, com especialistas já perguntando quem será o próximo a seguir os passos de Swift".

## Anúncio
Swift anunciou que uma gravação filmada da The Eras Tour seria lançada nos cinemas dos Estados Unidos, Canadá e México no Good Morning America e por meio de suas contas de mídia social em 31 de agosto de 2023. Um trailer do filme estreou junto com o anúncio, apresentando seu single de 2023, "Cruel Summer". A AMC Theatres atuou como distribuidor e exibidor do filme nos Estados Unidos, exibindo-o no mínimo quatro vezes por dia, de quinta a domingo, em cada semana de sua exibição nos cinemas. Os ingressos, que também estavam disponíveis online via Fandango, foram colocados à venda em 31 de agosto a preços premium predefinidos, com opções para visualização em IMAX e Dolby Cinema. Cada compra inicial incluía um pôster gratuito, e locais selecionados também anunciavam pipocas e recipientes de bebidas especiais com o tema do filme. Antecipando a alta demanda e à luz da controvérsia da Ticketmaster de 2022, a AMC atualizou seus sistemas cinco vezes sua capacidade original e interrompeu temporariamente as vendas de ingressos on-line para a maioria de seus outros filmes; no entanto, seu aplicativo móvel travou logo após a venda começar. Exibições adicionais serão realizadas em Regal, Cinemark, Cineplex, Cinépolis e outros locais nos três países, marcando a primeira vez que a AMC distribui um filme para cinemas não afiliados. A Variance Films ajudou a AMC com as reservas.
De acordo com o IndieWire, os termos de distribuição e anúncio do filme foram ditados pela equipe de Swift e não pela AMC. O modelo de preços fixos e a desonra dos programas de fidelização de teatros foram considerados altamente pouco convencionais e uma violação das normas da indústria. Nenhum expositor ou distribuidor, exceto AMC e Cinemark, estava ciente do anúncio até a manhã dos comunicados de imprensa de Swift e AMC, frustrando os executivos; espera-se que os distribuidores de filmes informem uns aos outros sobre seus próximos cronogramas de lançamento como um gesto de boa fé. Matthew Belloni, do Puck, afirmou que conversas "decepcionantes" com grandes estúdios de cinema levaram os pais de Swift a negociar um acordo de distribuição diretamente com o CEO da AMC, Adam Aron. Como parte do acordo, Belloni informou que Swift receberia 57% dos lucros de bilheteria do filme, com os 43% restantes indo para os cinemas.

## Lançamento
Sua estreia mundial ocorreu em 11 de outubro de 2023, no The Grove, um complexo de shopping ao ar livre em Los Angeles, Califórnia, com exibições antecipadas em 12 de outubro. Taylor Swift: The Eras Tour foi lançado nos cinemas da América do Norte por quatro fins de semana consecutivos a partir de 13 de outubro de 2023, uma possível referência ao número da sorte de Swift, 13. O filme estreou em mais de 4 mil salas de cinema em 13 de outubro, duas semanas antes do lançamento do 1989 (Taylor's Version), enquanto alguns países e territórios tiveram uma data de estreia posterior em 3 de novembro de 2023. Nos EUA, Canadá, México e Austrália, o filme foi exibido para quatro fins de semana consecutivos começando em 13 de outubro.
A Variety observou que a exibição teatral de quatro fins de semana do filme e os amplos lançamentos na América do Norte estavam "longe do tipo de compromisso especial de uma ou duas noites a que os fãs de música se acostumaram com experiências de concertos filmados" nos cinemas. Também destacou que limitar as exibições às quintas, sextas, sábados e domingos faria com que o filme parecesse um evento, já que o público "poderá assistir à extravagância do concerto com uma multidão lotada e não em teatros meio vazios durante a matinê de segunda-feira". O Deadline Hollywood informou que em 9 de outubro de 2023, The Eras Tour teve 65.000 horários de exibição no dia de abertura nos EUA, totalizando cerca de 11,5 milhões de lugares.
A estreia do Eras Tour no The Grove contou com a presença de celebridades, jornalistas, a família de Swift, seu balé da turnê e mais de 2.200 Swifties convidados. O shopping e arredores de West Hollywood foram fechados para a estreia, com aumento da presença policial. Swift entregou uma nota de boas-vindas em cada um dos cinemas AMC do shopping antes da exibição.

## Impacto
A estratégia pouco ortodoxa de lançamento do filme gerou muitos comentários de jornalistas de cinema, música e entretenimento. A Vanity Fair opinou que o filme chegou "justamente quando o cinema mais precisa" e pode aumentar os lucros do cinema depois que o negócio foi amplamente afetado pelas greves do Writers Guild of America e do SAG-AFTRA, que afetaram inúmeras produções de Hollywood. Muitos jornalistas expressaram sentimentos semelhantes, acreditando que o filme “salvaria” as bilheterias do final de 2023. O presidente da Associação Nacional de Proprietários de Teatros, Michael O'Leary, acredita que o sucesso da The Eras Tour indica o potencial dos filmes-concerto nos cinemas. A CNBC comentou que Swift revigoraria o gênero de filmes de concerto que entrou pela primeira vez nos cinemas na década de 1960. A Rolling Stone nomeou a The Eras Tour como um dos "42 filmes imperdíveis do outono de 2023".
O Daily Telegraph elogiou Swift como "a maior estrategista do showbusiness", escrevendo: "Barbenheimer mostrou que as pessoas irão ao cinema se sentirem que estão participando de uma experiência comunitária. Hollywood se recusou a tirar vantagem disso. Então, Swift a fez." Análises do Collider e TheWrap concluíram que, ao negociar com sucesso seu acordo e provar sua lucratividade, Swift incentivou os cinemas a encontrarem programação sem a ajuda dos estúdios, "potencialmente mudando a dinâmica da distribuição de cinema". O cineasta Christopher Nolan também observou o impacto potencial de seu "modelo de lançamento pouco ortodoxo". Tony Vinciquerra, presidente e CEO da Sony Pictures, chamou a The Eras Tour de um "resgate massivo e inesperado" para os cinemas.
As publicações da mídia acreditavam que a parceria entre Swift e AMC "[tinha] o potencial de reescrever as regras" da distribuição de filmes. A Billboard observou que o “acordo incomum” poderia influenciar a AMC e outros expositores a expandir suas operações de distribuição para incluir outros filmes de concertos. Em 1º de outubro de 2023, a cantora americana Beyoncé anunciou Renaissance: A Film by Beyoncé, um filme-concerto de sua Renaissance World Tour, no advento do lançamento da The Eras Tour. A Renaissance teve o mesmo acordo de distribuição "forjado pela AMC e [Swift]", sem o envolvimento dos grandes estúdios. Beyoncé também compareceu à estreia da The Eras Tour.

## Repertório
1. "Miss Americana & the Heartbreak Prince"
2. "Cruel Summer"
3. "The Man"
4. "You Need to Calm Down"
5. "Lover"
6. "The Archer"[b]
7. "Fearless"
8. "You Belong with Me"
9. "Love Story"
10. "Willow"
11. "Marjorie"
12. "Champagne Problems"
13. "Tolerate It"
14. "...Ready for It?"
15. "Delicate"
16. "Don't Blame Me"
17. "Look What You Made Me Do"
18. "Enchanted"
19. "Long Live"[b]
20. "22"
21. "We Are Never Ever Getting Back Together"
22. "I Knew You Were Trouble"
23. "All Too Well"
24. "The 1"
25. "Betty"
26. "The Last Great American Dynasty"
27. "August"
28. "Illicit Affairs"
29. "My Tears Ricochet"
30. "Cardigan"[c]
31. "Style"
32. "Blank Space"
33. "Shake It Off"
34. "Wildest Dreams"[b]
35. "Bad Blood"
36. "Our Song"
37. "You're on Your Own, Kid"
38. "Lavender Haze"
39. "Anti-Hero"
40. "Midnight Rain"
41. "Vigilante Shit"
42. "Bejeweled"
43. "Mastermind"
44. "Karma"
45. "I Can See You"[d]
46. "Death By a Thousand Cuts"[e]
47. "Our Song"[f]
48. "Maroon"[d]
49. "You Are in Love"[g]
50. "You're on Your Own, Kid"[h]